# Consolidated Aircraft

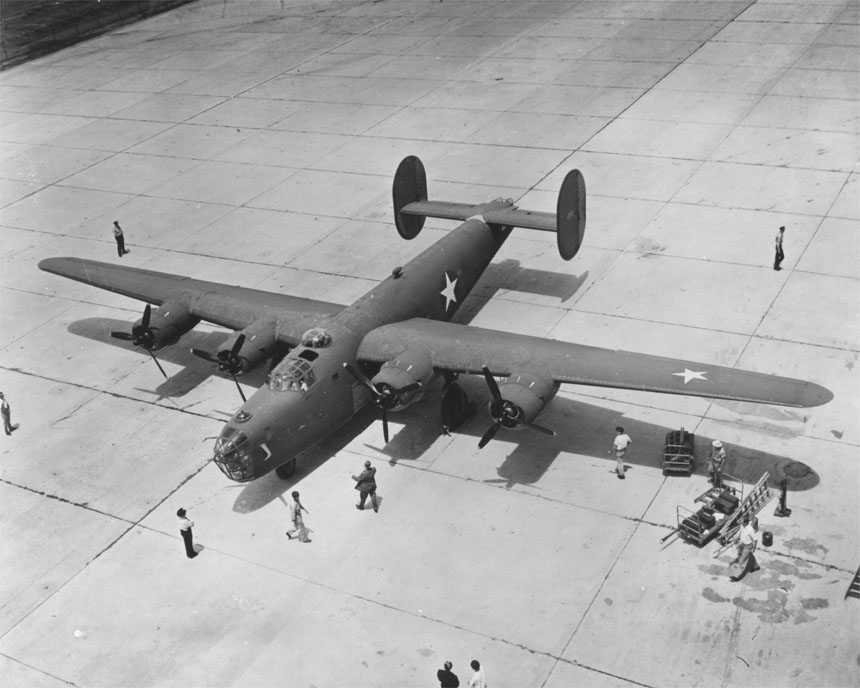
B-24 Liberator

Consolidated Aircraft Corporation byl americký letecký výrobce, který roku 1923 založil Reuben H. Fleet. Šlo o výsledek sloučení firem Gaulladet Aircraft Company a Dayton-Wright Aircraft. Společnost se stala během 20. a 30. let slavnou díky svým létajícím člunům. Nejrozšířenější se stal letoun PBY Catalina, vyráběný během druhé světové války, stejně jako slavný bombardér B-24 Liberator, který se účastnil akcí v Pacifiku i Evropě.
V roce 1943 se společnost sloučila s firmou Vultee Aircraft, čímž vznikla společnost Consolidated-Vultee Aircraft (Convair). V březnu 1953 firma General Dynamics koupila většinu podílu společnosti. Letadla a jeho součásti se zde vyráběly až do roku 1994, kdy byla firma prodána společnosti McDonnell Douglas. Po dvou letech byla ukončena divize Convair. Firma Consolidated Aircraft a později i Convair sídlila ve městě San Diego v Kalifornii, na hranici s letištěm Lindbergh Field.